# Peter Kox

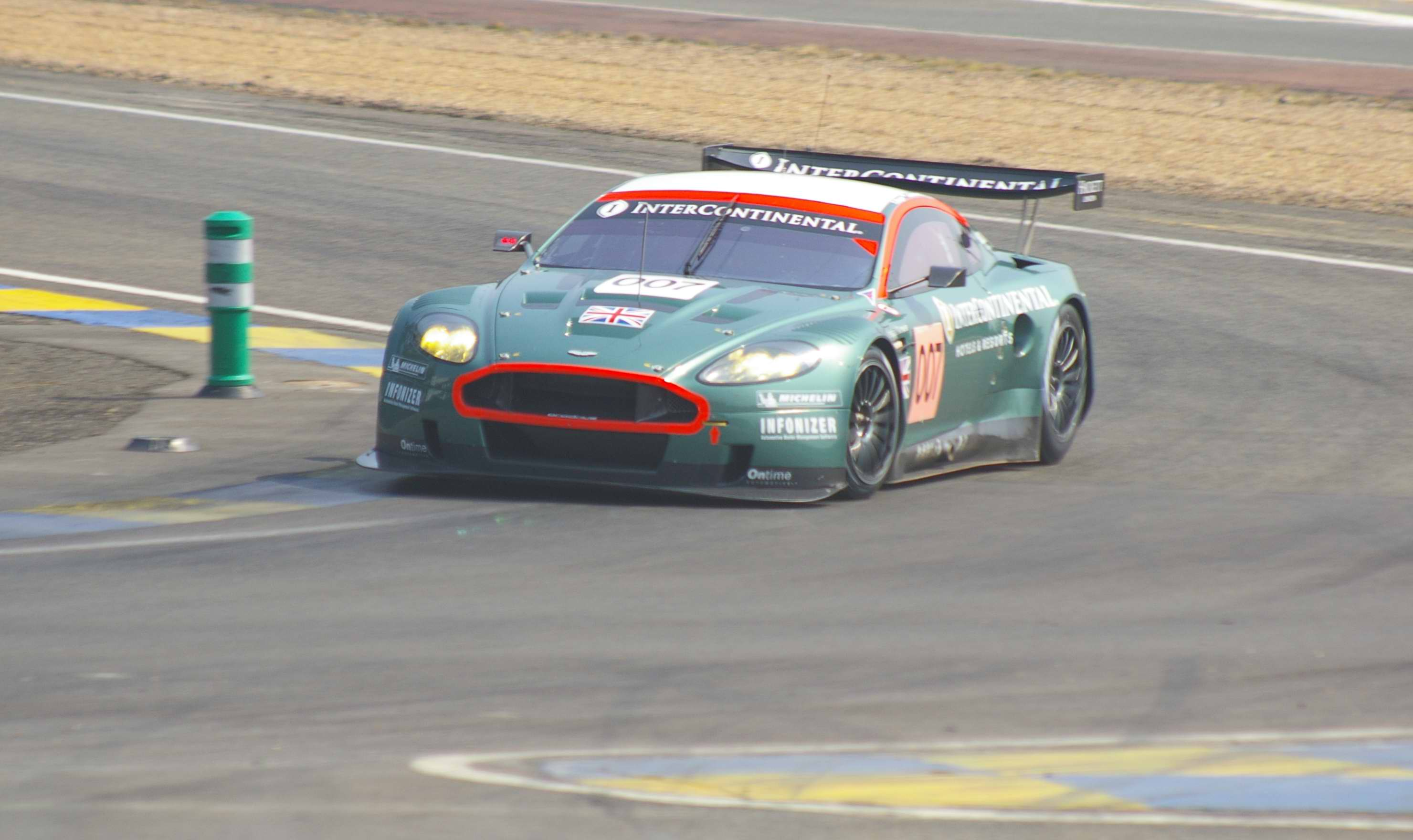
Voiture de l'équipage de Peter Kox, au 24 heures du Mans

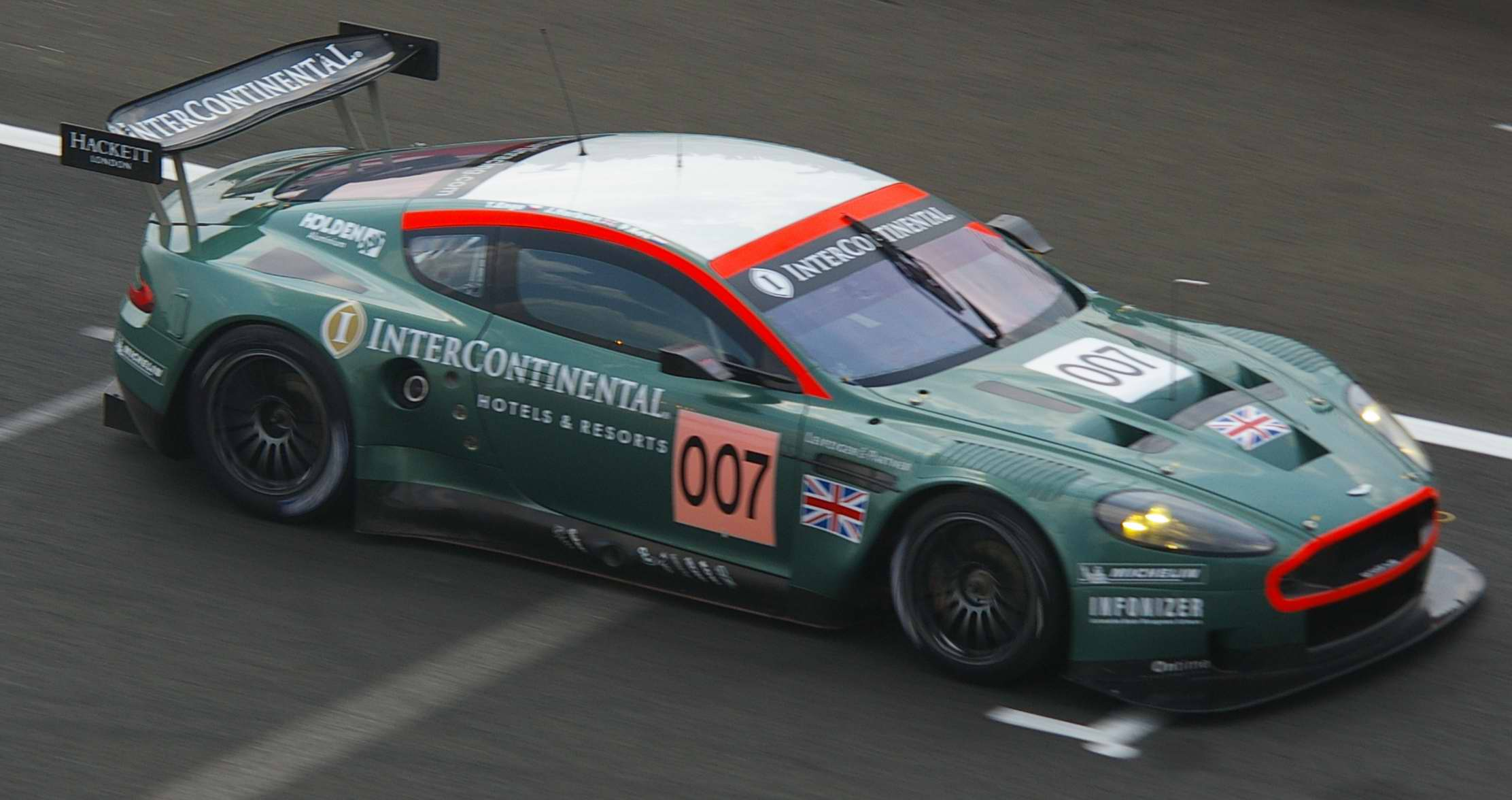
Voiture de l'équipage de Peter Kox, au 24 heures du Mans

Peter Kox né le 23 février 1964 à Eindhoven, est un pilote automobile néerlandais. 

## Palmarès[1]
- 1984 : Vice-champion de Formule Ford 2000 néerlandaise
- 1988 : Vice-champion de Formule Opel européenne
- 1989 : Champion de Formule Opel européenne
- 1993 : Champion DTCC
- 1995 : Vice-champion STW, Vainqueur des 24 heures de Spa
- 1997 : Vainqueur du British Empire Trophy
- 2000 : Vice-champion ETCC
- 2001 : Champion ETCC Superproduction
- 2003 : Vainqueur des 24 heures du Mans (Catégorie GTS), Vainqueur du Petit Le Mans (Catégorie GTS)
- 2005 : Vainqueur du RAC Tourist Trophy
- 2010 : Champion de l'ADAC GT Masters, Vainqueur des 12 Heures de Sepang[2]
- 2013 : Vainqueur des 12 Heures de Hongrie
- 2014 : Vainqueur des 24 Heures de Barcelone

## Résultats aux 24 Heures du Mans
A couru sur la Lamborghini Murcielago R-GT #55, aux côtés de Roman Rusinov et Mike Hezemans, lors de l'édition 2008; pour l'écurie Spartak Racing (Interprogress-Bank) en catégorie LM GT1.(source Automodélisme)